# Nevermore (Morbid Angel)
Nevermore è un singolo del gruppo musicale death metal statunitense Morbid Angel pubblicato dall'etichetta discografica Season of Mist il 16 maggio 2011.
Il singolo uscì su disco in vinile da 7" a tiratura limitata e in formato digitale presentando due tracce estratte in anteprima dal successivo album in studio Illud Divinum Insanus. I brani contenuti sono l'omonima canzone e Destructos Vs the Earth, quest'ultimo remixato dal gruppo musicale electro-industrial Combichrist.
Nevermore era già stata scritta alcuni anni prima ed eseguita dalla band in alcuni concerti già nel 2008.

## Tracce
Testi e musiche di David Vincent, Trey Azagthoth.
1. Nevermore – 5:07
2. Destructos vs. the Earth – 5:04 – remixata da Combichrist

## Formazione
- David Vincent – voce, basso
- Trey Azagthoth – chitarra
- Destructhor (Thor Anders Myhren) – chitarra
- Tim Yeung – batteria